# The Sword of Aldones
The Sword of Aldones (cu sensul de Sabia lui Aldones) este un roman științifico-fantastic (de fantezie științifică) de sabie și planetă din 1962 al scriitoarei americane Marion Zimmer Bradley. În 1963, a fost nominalizat la Premiul Hugo pentru cel mai bun roman.
Face parte din Seria Darkover care are loc pe planeta fictivă Darkover din sistemul stelar fictiv al unei gigante roșii denumită Cottman. Planeta este dominată de ghețari care acoperă cea mai mare parte a suprafeței sale. Zona locuibilă se află la doar câteva grade nord de ecuator. Este primul roman care a dus la succesul acestei serii peste tot în lume.
Romanul The Sword of Aldones a fost publicat pentru prima dată de Ace Books în 1962, împreună cu celălalt roman al scriitoarei, The Planet Savers. Bradley a revizuit și rescris romanul, publicându-l sub numele de Sharra's Exile (cu sensul de Exilul Sharrei) în 1981.
În roman, tânărul Lew Alton, jumătate Darkovan jumătate pământean, va trebui din nou să înfrunte fantomele trecutului său și să se confrunte cu puterea întunecată a zeiței Sharra, căutând ajutorul unui zeu care îi este superior: Aldones, Stăpânul Luminii.

## Prezentare
Lew Alton revine pe Darkover după o lungă absență. El se gândește la Rebeliunea Sharra, care a avut loc cu șase ani mai devreme și a dus la moartea soției sale. În aeroportul spațial, întâlnește o femeie pe care o confundă cu Linnell Aillard, aproape duplicatul ei, dar ea nu îl recunoaște.
Lew ajunge la Consiliul Comyn, unde au loc deja deliberări. Consiliul are în vedere acceptarea Domeniului Aldaran în Consiliul Comyn, o mișcare nepopulară, deoarece Aldaran a fost sediul Rebeliunii Sharra. Consiliul este profund divizat, iar Lew este de partea facțiunii anti-Aldarană. Lew dezvăluie că Matricea Sharra (Sharra Matrix) este încă activă, încorporată în mânerul unei săbii.
În timpul unei partide de călărie, mai mulți membri ai consiliului discută despre Matricea Sharra dar sunt atacați de Robert Kadarin. Fratele lui Lew, Marius, este ucis, iar Matricea Sharra este furată. Există indicii puternice că Dyan Ardais se află în spatele acestui atac și ale seriei de atacuri care urmează.
Lew și Callina Aillard se întâlnesc cu fantasticul Păstrător de pe Darkover, bătrâna Ashara Alton. Ea le explică paradoxul rhu fead. Doar un comyn poate intra în starea rhu fead, spune ea, dar numai un non-comyn poate atinge artefactele stocate acolo. Ashara propune ca un individ cu descendență pământeană, dar adaptat la condițiile de pe Darkover, să supraviețuiască testului. Folosind ecranele cu matrice puternice, Ashara îl teleportează pe Kathie Marshall în turn. Ea este de fapt femeia care este aproape un duplicat al Linnellei Aillard. De asemenea, Ashara îi dezvăluie lui Lew că are o fiică, Marguerhia, de la sora soției sale decedate.
La balul anual Festivalul Nopții, Lew o întâlnește pe Dio Ridenow care încearcă să-l avertizeze că Ashara a preluat-o telepatic pe Callina. Lew și Regis își dau seama că Matricea Sharra este prezentă la bal. Câteva clipe mai târziu, sunt atacați de Robert Kadarin și Dyan Ardais. Linnell Aillard este ucisă, împreună cu doi dintre frații lui Dio Ridenow. Reflectând după aceste evenimente, Lew își dă seama că este îndrăgostit de Dio.
Lew, Callina și Kathie se îndreaptă spre rhu fead. După cum a prezis Ashara, Kathie a absorbit personalitatea Darkovană a Linnellei, dar, fiind non-comyn, este capabilă să recupereze nevătămată Sabia lui Aldones. Kadarin, purtând sabia Sharra, apare alături de Thyra Scott și Dyan Ardais. Ei cer Sabia lui Aldones. Thyra îl atacă pe Lew, dar nu reușesc în încercarea lor de a dobândi Sabia.
Supraviețuitorii atacului ajung la sediul aeroportului spațial pentru tratament medical. Kadarin schimbă tabăra și susține că tot ce s-a întâmplat a fost ideea lui Dyan Ardais. El dezvăluie că Ardais are Matricea Sharra și a răpit-o pe Marguerhia Alton. Se explică originea Matricei Sharra.
Într-un conflict final, Dyan Ardais, Kadarin, Thyra, Kathie Marshall și Callina Aillard sunt uciși. Regis Hastur mânuiește Sabia lui Aldones pentru a distruge Matricea Sharra. Dio îi spune lui Lew că Ashara Alton nu este o persoană vie, ci o ființă energetică care a locuit într-o matrice de secole și are puterea de a locui în cei vii. Ashara a ucis-o atât pe Callina cât și pe Linnell Aillard în încercarea ei de a poseda Matricea Sharra pentru ea însăși.
Lew își recuperează fiica, Marguerhia, din orfelinatul astronauților. El și Dio părăsesc Darkover fără intenția de a se întoarce. Regis Hastur este de acord să coopereze cu Imperiul Terestru (Terran Empire).

## Personaje principale
- Lewis „Lew” Alton, fiul mai mare al lui Kennard Alton
- Dio Ridenow, a doua soție a lui Lew (la sfârșitul cărții)
- Dyan Ardais, antagonistul în mare parte nevăzut
- Callina Aillard, a fost preluată sub control telepatic de Ashara Alton
- Regis Hastur, nepotul lui Dantan Hastur
- Ashara Alton, cel mai puternic Păstrător de pe Darkover
- Robert Kadarin, pe jumătate Darkovan / pe jumătate chieri și adept al zeiței Sharra
- Matricea Sharra: deși nu este o ființă simțitoare, matricea este descrisă în mod repetat ca o entitate vie

## Istoria publicării
- 1962, SUA, Ace Books OCLC 17399915, data publicării septembrie 1962, Paperback, împreună cu The Planet Savers
- 1963, Spania, Cenit, data publicării 1963, Paperback, ca Odio cósmico
- 1977, SUA, Gregg Press ISBN: 0-8398-2367-3, data publicării 1977, Hardcover
- 1979, Regatul Unit, Arrow Books ISBN: 0-09-918100-2, data publicării 1979, Paperback
- 1980, SUA, Ace Books ISBN: 0-441-67027-X, data publicării 1980, Paperback, împreună cu The Planet Savers, o povestire suplimentară și un articol

## Legături externe
- en  Istoria publicării lucrării The Sword of Aldones la Internet Speculative Fiction Database

## Vezi și
- 1962 în științifico-fantastic